# جان ایگلند
جان ایگلند (انگلیسی: Jan Egeland؛ زادهٔ ۱۲ سپتامبر ۱۹۵۷) سیاستمدار، دیپلمات، و فعال حقوق بشر اهل نروژ است.
وی همچنین برندهٔ جوایزی همچون جایزه چهار آزادی شده‌است.